# 경산시의 향토문화유산
경산시의 향토문화유산은 경산시 내에 있는 문화재로서 「문화재보호법」, 「무형문화재 보전 및 진흥에 관한 법률」또는「경상북도 문화재 보호 조례」「경상북도 무형문화재 보전 및 지원에 관한 조례」에 따라 국가 또는 경상북도 지정문화재로 지정되지 않은 것 중 인위적·자연적으로 형성된 향토적인 문화유산으로서 역사적·학술적·예술적·경관적 가치가 큰 유형·무형문화재, 기념물, 민속자료 등을 말한다.

## 지정 목록
| 번호 | 그림 | 명칭 | 소재지 | 소유자 (관리자) | 지정·해제일자 | 비고 |
| ---- | ---- | ---- | ------ | --------------- | ------------- | ---- |
|      |      | [[]] |        |                 | 년 월 일 지정 |      |

## 참고 문헌
- 경산시 홈페이지 - 고시/공고